# Ambiancecross
Der Ambiancecross ist ein belgisches Cyclocrossrennen, das seit 2018 besteht. Seit 2020 wird das Rennen in Grembergen bei Dendermonde ausgetragen.

## Geschichte
Die Entstehung des Rennens geht zurück auf Jurgen Mettepenningen, den Manager von Pauwels Sauzen-Bingoal. Die erste Ausgabe fand Ende November 2018 in der Domäne Puyenbroeck bei Wachtebeke statt (⊙). Obwohl das Rennen keiner der großen Serien angehörte, kam ein hervorragendes Feld zustande. Auch die zweite Ausgabe 2019 lief in Wachtebeke ab.
Zur Saison 2020/2021 gelang dem Cross der Sprung in den erweiterten Cyclocross-Weltcup. Allerdings musste der Standort in Wachtebeke aufgrund finanzieller Forderungen der Domäne Puyenbroeck aufgegeben werden, neuer Schauplatz wurde eine Wiese am Rande von Grembergen, etwa 20 Kilometer entfernt. Weitere Komplikationen ergaben sich, weil wegen der Corona-Pandemie kein Publikum vor Ort zugelassen war und zu allem Überfluss ein Sturm durchs Land fegte. Der neue Parcours bot zwar wenig technische Schwierigkeiten und kaum Höhenunterschiede, die Fahrer mussten jedoch fast ununterbrochen durch tiefen Schlamm pflügen.
2021 erließ die belgische Regierung unmittelbar vor dem Rennen erneut ein Verbot für Zuschauer vor Ort. Die dadurch entstandenen finanziellen Verluste sorgten für eine Zwangspause 2022. 2023 kehrte das Rennen in den Weltcup zurück, nunmehr Mitte November terminiert. Die Organisatoren bemühten sich zudem, den Parcours abwechslungsreicher zu gestalten.

## Siegerliste

### Männer
- 2018:  Mathieu van der Poel
- 2019:  Mathieu van der Poel
- 2020:  Wout van Aert
- 2021:  Wout van Aert
- 2022: nicht ausgetragen
- 2023:  Pim Ronhaar
- 2025 (Jan):  Wout van Aert

### Frauen
- 2018:  Denise Betsema
- 2019:  Yara Kastelijn
- 2020:  Lucinda Brand
- 2021:  Lucinda Brand
- 2022: nicht ausgetragen
- 2023:  Ceylin del Carmen Alvarado
- 2025 (Jan):  Lucinda Brand